# Japanska skolan i Teheran
Den Japanska Skolan i Teheran (テヘラン日本人学校 Teheran Nihonjin Gakkō, Persiska: مدرسه ژاپنی‌ها در تهران) är en internationell japansk skola (Nihonjin gakkō) i Teheran. Skolan ligger bredvid till den japanska ambassaden. 